# Équipe de Syrie masculine de handball
L'équipe de Syrie de handball masculin représente la Syrie lors des compétitions internationales de handball masculin. La sélection n'a jamais participé aux tournois olympiques ou à une phase finale des championnats du monde. 
Elle a participé à trois reprises aux championnats d'Asie (8e en 1987, 12e en 1991, 6e en 2010) et a terminé cinquième des Jeux asiatiques de 2010.